# King Gnu
King Gnu (Kingu nū) é uma banda japonesa formada em 2013. É formado por Daiki Tsuneta (vocalista e guitarrista), Satoru Iguchi (vocalista e tecladista), Kazuki Arai (baixista) e Yu Seki (baterista). O vocalista principal da banda é Daiki Tsuneta, que também faz parte do coletivo musical Millennium Parade.

## Visão geral
A banda iniciou as atividades em 2013 com o nome de Mrs.Vinci, posteriormente mudado para Srv.Vinci, centrado em Daiki Tsuneta. Depois disso, os membros mudaram para a posição atual de quatro pessoas. Em 2017, a banda foi renomeada para King Gnu, quando se apresentaram no Fuji Rock Festival em 2017 e 2018.
A banda incorpora uma ampla gama de gêneros musicais, como rock alternativo, jazz, hip-hop e música clássica. J-pop é um dos grandes conceitos do King Gnu. Comparado com outras bandas da mesma geração, a modulação é realizada com muita frequência na música, e as cordas são frequentemente usadas para arranjos, já que Tsuneda é violoncelista.
A produção de videoclipes e o design visual, incluindo logotipos, é realizada pela equipe criativa PERIMETRON, lançada pela Tsuneda.